# یواس‌اس کینگ‌فیشر (ای‌ام-۲۵)
یواس‌اس کینگ‌فیشر (ای‌ام-۲۵) (به انگلیسی: USS Kingfisher (AM-25)) یک کشتی بود که طول آن ۱۸۷ فوت ۱۰ اینچ (۵۷٫۲۵ متر) بود. این کشتی در سال ۱۹۱۸ ساخته شد.